# Tobias Fohrler
Tobias Bernhard Fohrler (* 6. September 1997 in Troisdorf) ist ein deutsch-schweizerischer Eishockeyspieler, der seit Juli 2024 bei den Adler Mannheim aus der Deutschen Eishockey Liga (DEL) unter Vertrag steht und dort auf der Position des Verteidigers spielt. Zuvor war Fohrler unter anderem für den EV Zug und HC Ambrì-Piotta in der Schweizer Nationalliga aktiv.

## Karriere

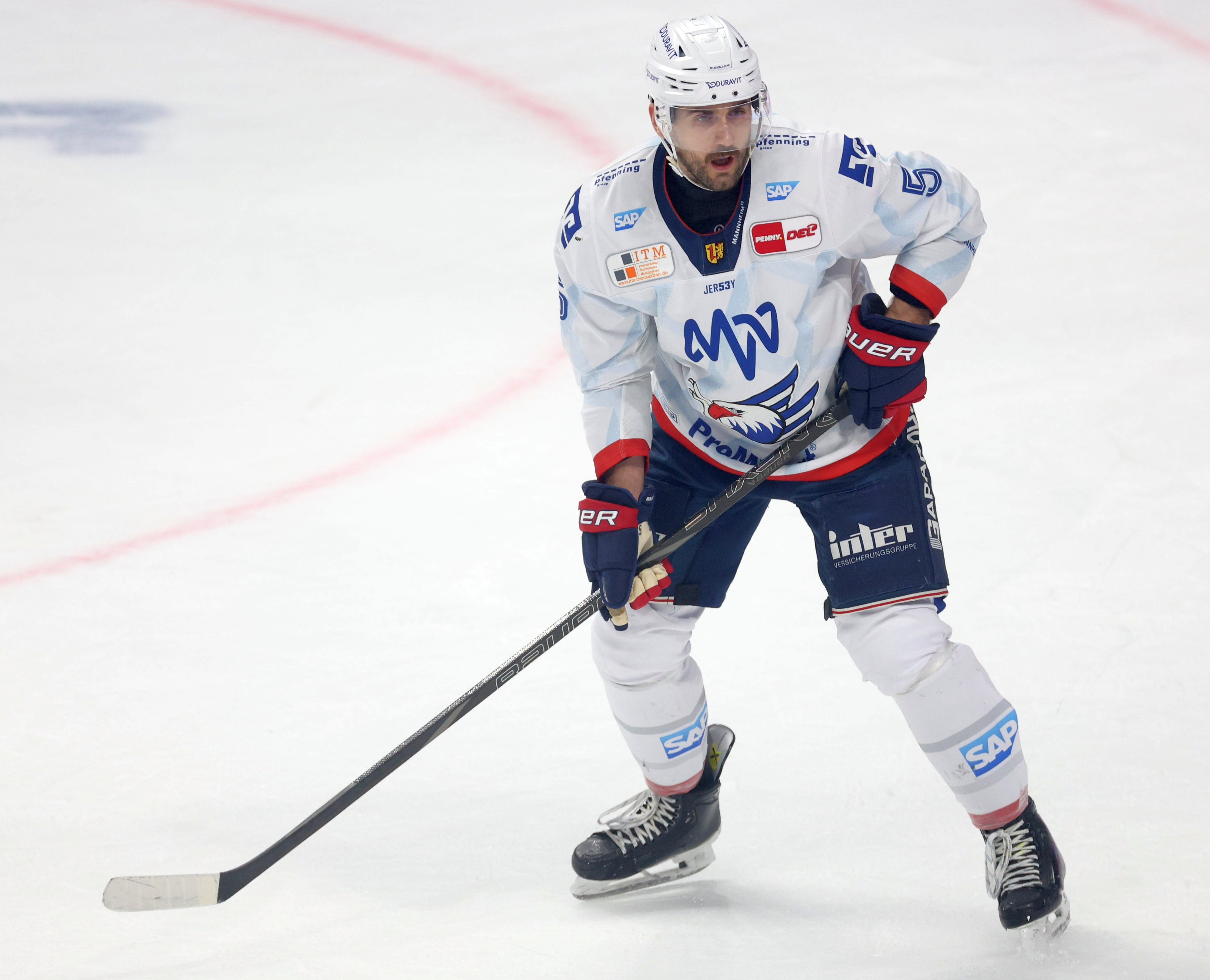
Fohrler im Trikot der Adler Mannheim (2024)

Fohrler, Sohn einer Schweizerin aus Sissach und eines Deutschen, unternahm als Kind seine ersten Stehversuche auf Eis auf dem Trerichsweiher nahe seiner Geburtsstadt Troisdorf. Bei einem Besuch in der Schweizer Heimat seiner Mutter kam er mit Eishockey in Berührung und war gefesselt. Er spielte als Jugendlicher in den Nachwuchsabteilungen des Mannheimer ERC, mit deren Mannschaft er im Jahr 2012 Deutscher Schülermeister wurde, und Kölner EC. Im Jahr 2015 wechselte Fohrler in die Jugend des EV Zug in die Schweiz, wo er im Spieljahr 2016/17 den Sprung in die Zuger Profimannschaft in der National League A (NLA) schaffte. Parallel dazu wurde er im Kader der EVZ Academy in der zweitklassigen National League B (NLB) eingesetzt.
Zur Saison 2019/20 wechselte der Abwehrspieler – innerhalb der mittlerweile in National League umbenannten höchsten Spielklasse des Schweizer Eishockeys – zum HC Ambrì-Piotta. Dort erhielt er zunächst einen Zweijahresvertrag mit der Option, den Vertrag um ein weiteres Jahr zu verlängern. Statt die Option nach der Saison 2020/21 zu ziehen, einigten sich Klub und Spieler darauf, den Vertrag vorzeitig um drei Jahre zu verlängern. In der Folge gewann Fohrler mit dem HCAP im Dezember 2022 die 94. Austragung des prestigeträchtigen Spengler Cups. Nach insgesamt vier Jahren in Ambrì wurde das Engagement nach der Saison 2023/24 nicht fortgesetzt und Fohrler kehrte daraufhin zur Spielzeit 2024/25 zu seinem Ausbildungsverein, den Adler Mannheim, in die Deutsche Eishockey Liga (DEL) zurück.

### International

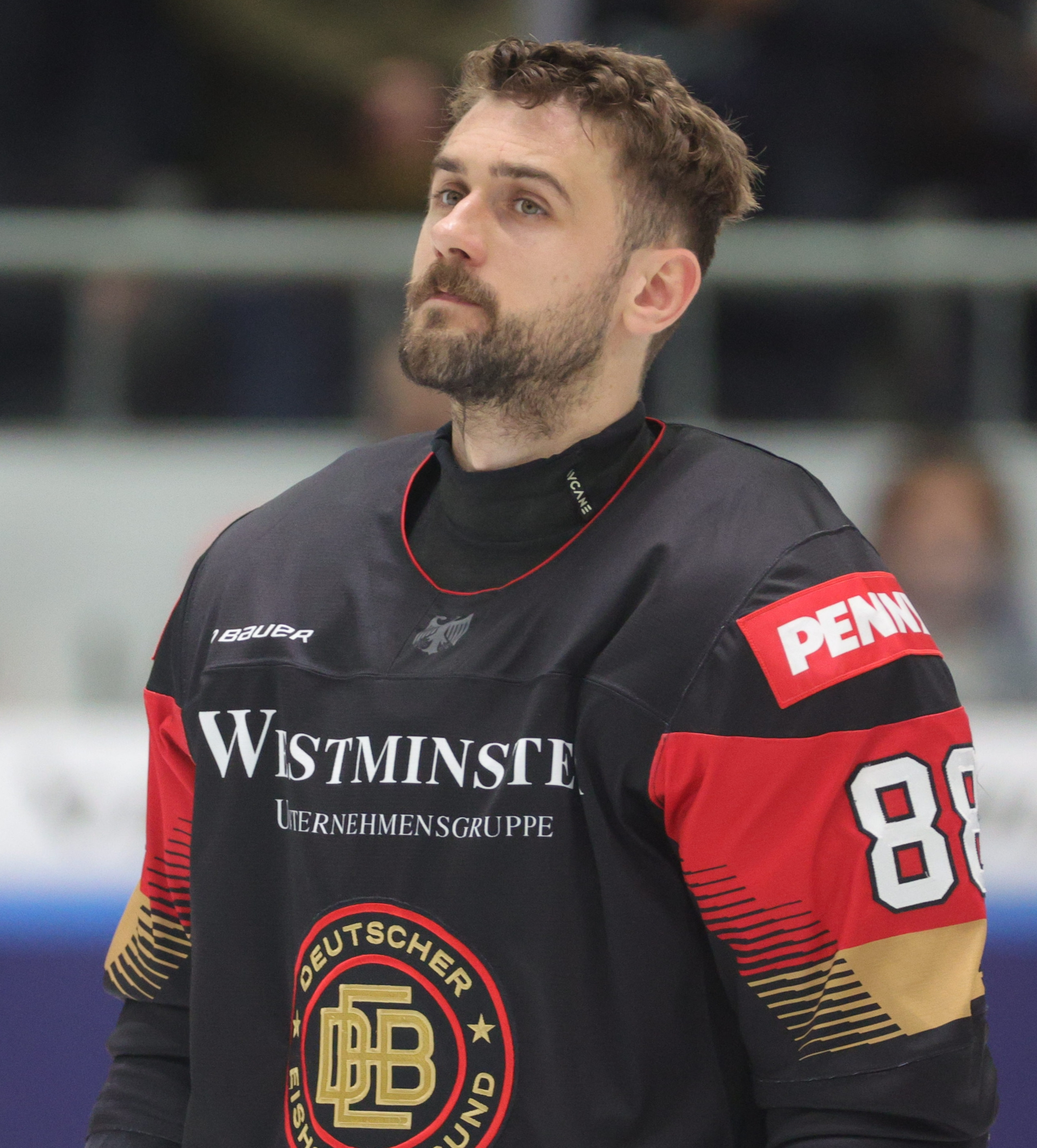
Fohrler als Spieler der deutschen Nationalmannschaft (2024)

Fohrler spielte ab der Altersklasse U18 für die Auswahlmannschaften des Deutschen Eishockey-Bundes (DEB). Mit der deutschen U18-Auswahl nahm er an der U18-Junioren-Weltmeisterschaft 2015 teil, die das Team auf dem zehnten und letzten Platz abschloss. Im Dezember 2016 belegte er bei der U20-Junioren-Weltmeisterschaft 2017 der Division IA mit dem deutschen U20-Nationalteam den zweiten Platz.
Im Januar 2019 debütierte er in der deutschen A-Nationalmannschaft bei zwei Länderspielen gegen die Schweiz und nahm später auch am Deutschland Cup 2021 teil. Mit der Weltmeisterschaft 2024 nahm der Abwehrspieler an seinen ersten Welttitelkämpfen teil.

## Erfolge und Auszeichnungen
- 2012 Deutscher Schülermeister mit dem Mannheimer ERC
- 2022 Spengler-Cup-Gewinn mit dem HC Ambrì-Piotta

## Karrierestatistik
Stand: Ende der Saison 2024/25

### International
Vertrat Deutschland bei:
- U18-Junioren-Weltmeisterschaft 2015
- U20-Junioren-Weltmeisterschaft der Division IA 2017
- Weltmeisterschaft 2024

(Legende zur Spielerstatistik: Sp oder GP = absolvierte Spiele; T oder G = erzielte Tore; V oder A = erzielte Assists; Pkt oder Pts = erzielte Scorerpunkte; SM oder PIM = erhaltene Strafminuten; +/− = Plus/Minus-Bilanz; PP = erzielte Überzahltore; SH = erzielte Unterzahltore; GW = erzielte Siegtore; 1 Play-downs/Relegation; Kursiv: Statistik nicht vollständig)